# Гойензе
Гойензе (нем. Geuensee) — коммуна в Швейцарии, в кантоне Люцерн. 
Входит в состав округа Зурзе. Население составляет 2119 человек (на 31 декабря 2006 года). Официальный код — 1085.